# Cannon Films
La Cannon Films è stata un'azienda del The Cannon Group, Inc. attiva nella produzione e distribuzione di film a costo medio-basso dal 1967 al 1994. Il gruppo madre possedeva inoltre un'ampia catena internazionale di cinema e investì molto nel mercato home video, acquistando diritti di distribuzione in tutto il mondo per diverse librerie di classici. Tra le opere prodotte figurano La guerra del cittadino Joe, Over the Top, Delta Force, Space Vampires, Rombo di tuono, I dominatori dell'universo e Superman IV.

## Storia

### 1967–1979: inizi
La Cannon Films fu fondata il 23 ottobre 1967 dai ventenni Dennis Friedland e Chris Dewey. Ebbero un successo immediato producendo le versioni in inglese dei film soft porn diretti da Joseph Sarno: Inga - Io ho voglia...(1968) e To Ingrid, My Love, Lisa (1968), noto anche come Kvinnolek. Nel 1970, avevano già prodotto film su una scala maggiore rispetto a quella dei principali distributori, come La guerra del cittadino Joe con Peter Boyle. Riuscirono a raggiungere tale risultato limitando fortemente il loro bilancio a 300000 $ o meno per pellicola. Tuttavia, negli anni settanta, il capitale della Cannon si ridusse notevolmente sulla scia di film senza successo. Ciò, assieme ai cambiamenti sulla tassazione della produzione cinematografica, portò ad un calo del prezzo delle azioni Cannon.

### 1979–1985: era Golan-Globus
Nel 1979, la Cannon si trovò in serie difficoltà finanziarie, e Friedland e Dewey vendettero l'azienda ai cugini israeliani Menahem Golan e Yoram Globus per 500000 $. I due cugini forgiarono un modello di affari basato sull'acquisto di sceneggiature "raschiate dal fondo del barile" e della loro successiva trasposizione cinematografica.
Negli anni ottanta, la Cannon riuscì a farsi strada nel redditizio mercato dei B-movies d'azione: è spesso ricordata per i sequel de Il giustiziere della notte e di alcuni film d'azione con Chuck Norris come Delta Force (1986) e Invasion U.S.A. (1985), la realizzazione di una trilogia antologica basata sui Ninja formata da L'invincibile ninja (1981), Ninja la furia umana (1983) e Ninja III: The Domination (1984), come anche per la saga di Guerriero americano e il thriller Exterminator 2 (sequel del 1984 di Exterminator). La produzione della Cannon era in realtà molto più variegata, realizzando musical e commedie come Breakdance e Breakin' Electric Boogaloo (entrambi del 1984) o L'ultima vergine americana (1982), distribuendo negli USA The Apple (1980); producendo drammi come L'amante di Lady Chatterley (1981), Bolero Extasy (1984) e Un corpo da spiare (1985). La Cannon ha realizzato film fantasy e di fantascienza come Hercules (1983), Space Vampires (1985) e The Barbarians (1987) come anche pellicole serie tra cui Love Streams - Scia d'amore (1984) di John Cassavetes, Otello (1986) di Franco Zeffirelli (basato sull'opera omonima di Giuseppe Verdi), I duri non ballano (1987) di Norman Mailer ed i film A 30 secondi dalla fine (1985) e I diffidenti (1987) di Andrej Končalovskij. La Cannon ha prodotto il film in 3-D Il tesoro delle quattro corone (1983), Allan Quatermain e le miniere di re Salomone (1985) e Cobra (1986).
Uno dei più grandi successi della Cannon è stato il B-movie d'azione Rombo di tuono (1984) con Chuck Norris. Il film, tuttavia, fu criticato pesantemente per aver lucrato sulla scia della serie di Rambo. La bozza della sceneggiatura di James Cameron per Rambo 2 - La vendetta stava circolando a Hollywood nel 1983, testo che Golan e Globus lessero e al quale si "ispirarono". Oltretutto, gli sceneggiatori di Rombo di tuono accreditarono anche Cameron, affermando che il film era ispirato al suo testo. Ma la Cannon aveva inizialmente messo in produzione il prequel Missing in Action, che era stato effettivamente impostato per essere commercializzato per primo, ma i produttori cambiarono idea, poiché solamente dopo che i due film furono completati, la compagnia capì che Rombo di tuono era superiore a Missing in Action (uscito nel 1985).
Durante questi anni, la Cannon lavorò con la compagnia pubblicitaria e d'intrattenimento Design Projects, Inc. per la maggior parte dei manifesti one-sheet, promozioni e per i grandi cartelloni mostrati ogni anno al Festival di Cannes. Le prevendite sostanziali per i film dell'anno successivo venivano fatte grazie alle capacità di Globus e al materiale pubblicitario della Design Projects. I depositi fatti da queste vendite finanziavano la produzione del primo film programmato che, una volta completato e distribuito nei cinema di tutto il mondo, riusciva ad accumulare abbastanza denaro per il film successivo. La Slavenburg's bank nei Paesi Bassi (che fornì il capitale iniziale della Cannon nel 1979) garantì dei finanziamenti ponte fino a quando non venivano raccolte le somme per le prevendite.
Tuttavia, la banca ebbe un ruolo centrale nell'affare Slavenburg, un famoso caso di frode aziendale iniziato nel 1983 e concluso nel 1990 con la condanna di quattro membri del gruppo gestionale. Si scoprì in seguito che la Slavenburg's bank era coinvolta regolarmente nel riciclaggio di denaro proveniente dal crimine organizzato, traffico di droghe, sex club e altre fonti illegali, oltre ad essere complice di frodi finanziarie commesse da singoli privati. La Slavenburg's fu acquistata nel 1983 dalla francese Crédit Lyonnais.

### 1986–1989: gli anni successivi
Nel 1986, la produzione raggiunse un apice di 43 film in un anno. Golan rimase presidente del consiglio d'amministrazione, mentre Globus fu presidente.
Durante quest'anno, la Cannon Films rilasciò Robotech: The Movie (chiamato anche Robotech: The Untold Story) per una distribuzione iniziale limitata a Mesquite, Texas, un sobborgo di Dallas. La Cannon rimase insoddisfatta con la prima versione del film di Carl Macek, che era quasi un adattamento diretto dell'anime Megazone 23, ed insistette nell'unione del materiale tratto da Chōjikū kidan Southern Cross (la serie adattata come la saga Robotech Masters per Robotech) e Megazone 23 per produrre una pellicola più orientata all'azione. Tuttavia, Robotech: The Movie si rivelò un flop nella sua breve distribuzione in Texas e non fu più distribuito nei cinema statunitensi.
Nel 1987, il critico cinematografico Roger Ebert disse riguardo al duo Golan-Globus che "nessun'altra organizzazione produttiva al mondo oggi—certamente nessuna delle sette 'major' di Hollywood—ha dato più possibilità a film seri e marginali della Cannon."
In quell'anno, la Cannon ottenne il suo più grande successo artistico: la produzione olandese del 1986 Assault vinse nel 1987 l'Oscar al miglior film in lingua straniera e un Golden Globe per il miglior film straniero, mentre Otello, basato sull'opera omonima, ricevette una nomination ai Golden Globe sempre nello stesso anno.
Golan e la Cannon Films erano famosi per gli annunci sensazionalistici e per promuovere in grande film privi di aspettativa—o che non esistevano ancora. Per esempio, Space Vampires (1985) doveva essere "l'evento cinematografico di fantascienza degli anni ottanta" e I dominatori dell'universo (1987) veniva promosso come "Il Guerre stellari degli anni ottanta."
Diversificandosi dalla produzione cinematografica, la Cannon iniziò a comprare distributori e catene di cinema. Le acquisizioni compresero compagnie europee (Thorn EMI Screen Entertainment, i cinema Tuschinski, una catena di 49 cinema nei Paesi Bassi e la Cannon Cinema Italia con 53 schermi), la sesta catena più grande negli Stati Uniti d'America e i 425 cinema della Commonwealth Theaters. Per acquistare quest'ultima, la Cannon pagò 25 milioni $ e si assunse debiti per 50-60 milioni $.

### Spider-Man
La Cannon comprò i diritti cinematografici dell'Uomo ragno con l'intenzione di produrre un film a metà degli anni ottanta.
Golan e Globus accettarono di pagare la Marvel Comics con 225000 $ in cinque anni più una percentuale sugli incassi del film, e se non fosse stata prodotta alcuna pellicola entro aprile del 1990, la Marvel avrebbe ripreso i diritti. Inizialmente furono scritturati Joseph Zito come regista e Barney Cohen come sceneggiature, con un budget compreso tra i 15 e i 20 milioni di $, ma dopo diverse vicissitudini e tagli dei costi, il progetto arenò. Molti anni dopo, nel 2002, Marvel e Columbia Pictures riuscirono a realizzare un film sul personaggio con il regista Sam Raimi e con un budget nettamente superiore.

### Proprietà Pathé e popolarità nel Regno Unito
Nel maggio del 1987, The Cannon Group vendette la sua libreria di 2 000 film britannici, la Thorn-EMI Screen Entertainment Library, per 85 milioni $ al Weintraub Entertainment Group. Inoltre, nello stesso anno, la Cannon eliminò la HBO/Cannon Video che divenne la HBO Video.
Nel 1988, un gelo del mercato cinematografico e una serie di flop al botteghino — incluso Superman IV (1987) — portarono ancora una volta la Cannon in una crisi finanziaria. La compagnia firmò un accordo con la Warner Bros. per acquistare parte dei loro asset; tuttavia, la perdita finanziaria si rivelò grave. Avendo acquistato nel 1986 la divisione Thorn EMI Screen Entertainment della Thorn EMI, la Cannon Films rischiò la bancarotta e la Securities and Exchange Commission degli Stati Uniti avviò un'indagine sui rapporti finanziari della Cannon, sospettata di averli falsati.
Sull'orlo del fallimento, la Cannon Films fu acquisita dalla Pathé, una holding controllata all'epoca dall'italiano Giancarlo Parretti. Con il finanziamento dalla banca francese Crédit Lyonnais, la parte della Pathé portò a una ristrutturazione aziendale della Cannon e un finanziamento di 250 milioni $ per saldare i debiti dell'azienda. Nel 1989, Golan, citando le differenze tra Parretti e Globus, si dimise dal suo incarico e lasciò la Cannon per fondare la 21st Century Film Corporation, mentre Globus rimase con la Pathé.
Uno degli ultimi film prodotti da Golan e Globus che ricevette un'ampia distribuzione sotto il marchio Cannon Films è stato il post-apocalitico Cyborg (1989) con Jean-Claude Van Damme. Il film fu concepito per usare i costumi e i set realizzati per un ipotetico sequel de I dominatori dell'universo e il live-action di Spider-man. Entrambi i progetti avrebbero dovuto essere girati contemporaneamente sotto la regia di Albert Pyun. Dopo che la Cannon si trovò costretta a cancellare gli accordi con Mattel e Marvel Entertainment per i problemi finanziari, ebbe il bisogno di recuperare i soldi investiti per entrambi i progetti. Per evitare che il lavoro di pre-produzione andasse sprecato, Pyun scrisse Cyborg, con inizialmente protagonista Chuck Norris, come suggerito alla Cannon, ma in seguito fu scritturato Jean-Claude Van Damme nel ruolo principale.
Come parte della sua separazione dalla Pathé, Golan ottenne i diritti dell'Uomo Ragno e di Capitan America: Golan riuscì solo a produrre Capitan America (1990) e lo distribuì come direct-to-video tramite la sua 21st Century Film Corporation, mentre in seguito la Columbia riuscì a comprare i diritti dell'Uomo Ragno realizzando Spider-Man nel 2002.
I film della Cannon si dimostrarono molto più popolari nel Regno Unito che negli Stati Uniti, spingendo l'azienda a comprare catene britanniche di cinema e a creare il servizio Videolog per le consegne di VHS come joint venture con Columbia House Europe, Ltd. a metà degli anni ottanta. I Cannon Cinemas erano molto comuni nel Regno Unito fino alla fine degli anni novanta, quando gli MGM Cannon Cinemas furono venduti a Virgin che vendette a sua volta i cinema non multisala.

### 1990–1994: Rilancio e chiusura
Dopo esser uscito dalla Cannon, Golan diventò il capo della 21st Century Film Corporation, mentre Globus continuò a lavorare con Parretti alla Pathé.
Quando Pathé prese il controllo della Metro-Goldwyn-Mayer nel 1990 con la fusione MGM-Pathé, una gran parte della libreria Cannon fu incorporata in quella MGM. Durante il controllo di Parretti della MGM e Warner Bros., Globus rimase presidente dello studio per un breve periodo di tempo.
Nel 1990, Parretti riorganizzò la Cannon Pictures, Inc. come un ramo della Pathé per la distribuzione di film a basso costo. Il produttore greco Ovidio G. Assonitis fu assunto come presidente e amministratore delegato della nuova Cannon Pictures dal 1990 al 1991. Dopo la fusione MGM-Pathé, Cannon Pictures fu separata da Pathé e fu successivamente posta sotto all'ex capo della produzione della Cannon Group Christopher Pearce, che divenne presidente e amministratore delegato dal 1991 al 1994. Cannon Pictures continuò a distribuire nuovi film come A Man Called Sarge (1990), Guerriero americano 4 - Distruzione totale (1991) e No Place to Hide (1993).
Parretti fu deposto dalla gestione della Metro-Goldwyn-Mayer nel 1991 da Crédit Lyonnais, dopo che non riuscì a ripagare i debiti. Parretti fu in seguito condannato per falsa testimonianza e alterazione delle prove in una corte del Delaware per delle affermazioni fatte in un caso civile del 1991, portato da Credit Lyonnais per validare la rimozione di Parretti, per l'effetto secondo cui un documento (che secondo Parretti gli avrebbe permesso di mantenere il controllo della MGM) era considerato autentico; Perretti tornò in Italia prima di essere condannato e estradato in Francia, dove era ricercato per crimini legati al suo uso degli asset francesi della MGM.
Nel 1997, la corte superiore della California a Los Angeles avviò un processo finale in una causa civile contro Parretti, costringendolo a pagare 1,48 miliardi $ a Credit Lyonnais. Dopo che i prosecutori federali aprirono un atto d'accusa contro Parretti e Florio Fiorini accusandoli di frode nel 1999, le autorità italiane arrestarono entrambe le persone per estradarli negli Stati Uniti. Parretti fu rilasciato dalla corte d'appello di Perugia subito dopo, costringendolo a rimanere nella sua città natale di Orvieto e di fare rapporto alla polizia tre volte a settimana, anche se le autorità di Roma avevano richiesto la custodia per l'estradizione.
Cannon Pictures pubblicò il suo ultimo film Hellbound - All'inferno e ritorno nel 1994, prima della chiusura. Yoram Globus e Christopher Pearce si unirono successivamente alla 21st Century Film Corporation, attiva fino al 1996.

### Dopo la Cannon
Golan continuò a produrre e dirigere film fino alla sua morte avvenuta l'8 agosto 2014. Globus è intanto diventato presidente della Globus Max, con interessi nella produzione e distribuzione cinematografia e gestisce una catena di 140 cinema in Israele.
Nel 2014, furono pubblicati due documentari sulla Cannon Films. RatPac Entertainment distribuì Electric Boogaloo: The Wild, Untold Story of Cannon Films, scritto e diretto da Mark Hartley, e prodotto da Brett Ratner. Nello stesso anno il documentario israeliano The Go-Go Boys: The Inside Story of Cannon Films fu presentato al Festival di Cannes 2014.
Attualmente, la libreria della Cannon Films è per la maggior parte di proprietà della Metro-Goldwyn-Mayer e della Warner Bros., mentre i diritti televisivi per l'America del Nord sono in possesso della Paramount Television, successore dell'unità in syndication della Viacom.